# Mach’ mich an, verdammt nochmal!
Mach’ mich an, verdammt nochmal! (auch: Turn me on, Goddammit, Originaltitel Få meg på, for faen, englischer Titel: Turn Me On, Dammit!) ist ein norwegischer Coming-of-Age-Film aus dem Jahr 2011. Der Film basiert auf dem gleichnamigen Jugendbuch von Olaug Nilssen und war zugleich das Spielfilmdebüt der norwegischen Regisseurin Jannicke Systad Jacobsen.

## Handlung
Die 15-jährige Alma verbringt ihre Zeit im norwegischen Provinznest Skoddeheimen mit sexuellen Tagträumen. Ihr Verlangen lebt sie mit der Hilfe von Telefonsex-Hotlines aus. Alma schwärmt für ihren Mitschüler Artur, traut sich jedoch nicht ihn anzusprechen. Auf einer Party kommt es doch zur erhofften ersten sexuellen Annäherung zwischen den beiden, jedoch glauben Almas Freundinnen kein Wort. „Schwanz-Alma“ wird in der Folge das Top-Gesprächsthema in der Schule.

## Hintergrund
Die Dreharbeiten fanden von Ende Juni bis Mitte August 2010 in Norwegen statt. So wurde mit einem geschätzten Budget von 17,5 Millionen NOK (etwa 2,1 Millionen Euro) in den Orten Hjelmeland, Sauda, Suldal sowie Oslo gedreht.
Seine Premiere hatte der Film am 20. Juni 2011 im Hauptwettbewerb des Tribeca Film Festival in New York City als bis dahin erster norwegischer Film. In Norwegen startete er am 19. August 2011. In der Schweiz lief der Film am 23. September 2011 im Wettbewerb des Zurich Film Festival. In Deutschland wurde der Film Anfang November 2011 auf den Nordischen Filmtagen Lübeck gezeigt. Der Kinostart in Deutschland war am 8. Mai 2014 und die deutsche Fassung wurde am 7. November 2014 auf DVD und Blu-ray veröffentlicht.

## Rezeption
Rotten Tomatoes vergab eine Wertung von 93 Prozent aus 45 erfassten professionellen Kritiken mit einem durchschnittlichen Rating von 7,3 von 10 Punkten. Auf Grundlage von 18 ausgewerteten Kritiken erhielt der Film auf Metacritic eine Wertung von 70 Prozent.
Das Lexikon des internationalen Films beschreibt den Film als „ernst zu nehmendes Jugend- und Gesellschaftsdrama“, da das, was „eine Provokation sein könnte, sich nicht Richtung Frivolität entwickelt“. Vielmehr nehme der Film die Nöte seiner Protagonistin ernst.
Der Filmdienst sieht in Jacobsens Spielfilmdebüt einen Film, der sich „aufrichtig, lebensnah und mit sanftem Humor mit erwachender jugendlicher Sexualität“ auseinandersetzt und ohne derbe Pointen oder falsche Scheu „auf erfrischende Weise ein ‚lüsternes‘ Mädchen als positive Identifikationsfigur“ zeige.

## Auszeichnungen
Jacobsens Film erhielt 2011 auf dem Tribeca Film Festival den Preis für das beste Drehbuch und wurde im selben Jahr auf dem Zurich Film Festival für den Preis als bester internationaler Spielfilm nominiert. Auf dem Rome Film Fest 2011 wurde der Film als bester Independentfilm ausgezeichnet. Auf dem Stockholm International Film Festival 2011 wurde er für den Hauptpreis, das Bronzene Pferd, nominiert.
In Norwegen wurde der Film 2012 mit dem Filmpreis Amanda in den Kategorien Bester norwegischer Film (Årets norske kinofilm) und Beste Kamera (Årets foto) ausgezeichnet. Nominierungen gab es weiterhin für Helene Bergsholm als beste Schauspielerin (Årets kvinnelige skuespiller) und Malin Bjørhovde als beste Nebendarstellerin (Årets kvinnelige birolle). Für die beste Musik (Årets musikk) wurde Ginge Anvik und für das beste Drehbuch (Årets filmmanuskript) Jannicke Systad Jacobsen nominiert.